# Municipio de Old Richmond
El municipio de Old Richmond (en inglés: Old Richmond Township) es un municipio ubicado en el  condado de Forsyth en el estado estadounidense de Carolina del Norte. En el año 2000 tenía una población de 5.165 habitantes.

## Geografía
El municipio de Old Richmond se encuentra ubicado en las coordenadas 36°14′03″N 80°23′57″O / 36.2340692, -80.3992652.